# برینزر روترن
برینزر روترن (به لاتین: Brienzer Rothorn) یک کوه در سوئیس است که در کانتون برن واقع شده‌است. برینزر روترن ۲٬۳۵۰ متر بالاتر از سطح دریا واقع شده‌است.